# 效忠派

大英帝國保皇黨旗幟

效忠派（英語：Loyalist）是美国独立战争期间坚持效忠于英国国王的北美殖民地居民，与支持美国革命的“爱国者”相对。革命前夕，效忠派约占当时北美殖民地人口的三分之一，革命爆发后大部分逃往英属加拿大。